# エルネスト・コルナゴ
エルネスト・コルナゴ（Ernesto Colnago、1932年2月9日 - ）は、イタリア・ロンバルディア州ブリアンツァ地方カンビアーゴ生まれの実業家・元自転車競技選手。コルナゴの創業者でもある。現在は経営も引退し、一線を退いている。

## 経歴
詳細はコルナゴの沿革を参照